# Nemesio Parma
Nemesio Parma es una localidad argentina ubicada en el departamento Capital, en la provincia de Misiones. Según el censo de 2010, tiene una población de 960 habitantes.
Depende administrativamente del municipio de Posadas, de cuyo centro urbano dista unos 10 km. Se encuentra en la margen izquierda del río Paraná, en el límite con la provincia de Corrientes; es atravesada por el arroyo Apepú.

## Vías de comunicación
Su principal vía de acceso es un camino que la vincula al sur con la Ruta Nacional 12, a la altura del Aeropuerto de Posadas. Dos líneas de colectivos tiene acceso a la localidad (L8 ramal Nemesio Parma) y (L28 ramal Nemesio Parma).
Cuenta con un destacamento de la Prefectura Naval Argentina y una escuela. Se encuentra en construcción en el área ribereña el nuevo puerto de la ciudad de Posadas y un futuro parque industrial.